# Agua viva (telenovela)
Agua Viva fue una telenovela de 1980 producida por Rede Globo, Brasil.
Protagonizada por Betty Faria y Reginaldo Faria, con las participaciones antagónicas de Beatriz Segall y José Lewgoy y con las actuaciones estelares de Raul Cortez, Lucélia Santos, Glória Pires, Natália do Vale, Kadu Moliterno, Fábio Júnior, Eloísa Mafalda, Mauro Mendonça y Tônia Carrero.

## Sinopsis
Nelson y Miguel Fragonard son hermanos, pero toda la vida han sido enemigos. Miguel es un prestigioso cirujano plástico casado con la excelente Lucy con quien tiene una hija Sandrita. Nelson es mujeriego.
Un día se le aparece en su casa, una mujer llamada Sueli quien le anuncia que de uno de sus múltiples romances ha tenido una hija. La niña María Elena ha sido criada en un orfanato donde trabaja Sueli. Nelson tiene muchos problemas.
Su socio murió en extrañas circunstancias y Nelson es considerado sospechoso de un asesinato. Debido a eso le niegan la posibilidad de adoptar a María Elena. Lucy se ofrece a hacerlo, pero muere antes de conseguirlo. Una noche, Nelson defiende a una mujer de unos asaltantes, pero ella desaparece.
Esta mujer se llama Ligia, es vulgar, superficial y ya lleva dos fracasos matrimoniales a cuestas. Pero cuando conoce a Miguel y comienza un romance con el viudo, decide cambiar por él.
Sueli y Nelson siguen intentando encontrarle un hogar a María Elena. Sueli se enamora de Nelson, pero él vive obsesionado con Ligia hasta que descubre que ella es la prometida de su hermano.

## Elenco
| Actor                    | Personaje              |
| ------------------------ | ---------------------- |
| Reginaldo Faria          | Nélson Fragonard       |
| Raul Cortez              | Míguel Fragonard       |
| Betty Faria              | Lígia                  |
| Beatriz Segall           | Lourdes Mesquita       |
| Fábio Júnior             | Marcos Mesquita        |
| Lucélia Santos           | Janete                 |
| Cláudio Cavalcanti       | Edir Mesquita          |
| Natália do Vale          | Márcia Mesquita        |
| Kadu Moliterno           | Bruno Fraga Simpson    |
| Glória Pires             | Sandra Fragonard       |
| Arlete Salles            | Celeste                |
| Mauro Mendonça           | Ewaldo                 |
| Eloísa Mafalda           | Irene                  |
| Carlos Eduardo Dolabella | Heitor                 |
| Ângela Leal              | Suely                  |
| Aracy Cardoso            | Wilma                  |
| Ricardo Blat             | Jofre                  |
| Maria Helena Pader       | Mary                   |
| Milton Moraes            | Sérgio                 |
| Maria Padilha            | Beth                   |
| Ivan Cândido             | Técio                  |
| Fernando Eiras           | Alfredo                |
| Lícia Magna              | Edite                  |
| Hemílcio Fróes           | Mauro                  |
| Tamara Taxman            | Selma                  |
| Jacqueline Laurence      | Clarice                |
| Jorge Fernando           | Jáder                  |
| Isabela Garcia           | Maria Helena Fragonard |
| John Herbert             | Jaime                  |
| Tônia Carrero            | Stella Simpson         |
| José Lewgoy              | Kléber Simpson         |